# Žutikovke
Žutikovke (lat. Berberidaceae), biljna porodica iz reda Žabnjakolike (Ranunculales) koji je svoje ime dobio po rodu žutika (Berberis), listopadnih, poluzimzelenih ili vazdazelenih trnovitih grmova. Od žutika u Hrvatskoj su poznate obična žutika (Berberis vulgaris) i etnanska ili hrvatska žutika (Berberis aetnensis), čiji je sinonim Berberis croatica. Od ostalih žutikovki u Hrvatskoj još rastu svega dvije biljke: planinska biskupska kapica ili biskupska kapa (Epimedium alpinum) i vazdazelena mahonija ili oštrolisna mahonija (Berberis aquifolium), koja svoje pogrešno ime još nosi zato što je nekada uključivana u rod Mahonia.

## Rodovi i broj vrsta
1. Berberidoideae Eaton, 1836
  1. Achlys  (3);  ahlis
  2. Berberis  (508)   (4 ugrožene)   (2 invazivne); žutika
  3. Bongardia (2); bongardija
  4. Caulophyllum  (3); kolofilum
  5. Diphylleia  (3)   (1 ugrožena); difileja
  6. Epimedium  (64); krespin, biskupska kapica
  7. Gymnospermium (10); gimnospermijum
  8. Jeffersonia  (1); žefersonija
  9. Leontice (2); stopa
  10. Plagiorhegma (1); plagijoregma
  11. Podophyllum  (14); podofilum, svibanjska jabuka, nožni list
  12. Ranzania (1); ranzanija
  13. Vancouveria  (3); vankuverija
2. Nandinoideae Heintze, 1927
  1. Nandina  (1); nandina

ostali rodovi su uklopljeni u druge kao sinonimi: 
- Sinopodophyllum u Podophyllum
- Mahonia u Berberis
- Holboellia u Stauntonia, porodica Lardizabalaceae
- Dysosma u Podophyllum

## Vanjske poveznice
|  | Zajednički poslužitelj ima još gradiva o temi Berberidaceae |
|  | Wikivrste imaju podatke o taksonu Berberidaceae             |